# Arsène Fridoil
L'abbé Arsène Fridoil (1815-1852) est, avec l'abbé Boilat et l'abbé Moussa, l'un des premiers prêtres indigènes du Sénégal. Il fut curé de Gorée.

## Biographie
Arsène Fridoil est né à Saint-Louis le 15 juillet 1815, d'un père anglais dont la garnison occupa la ville jusqu'en janvier 1817, et d’une mère sénégalaise.
En 1822 la mère Anne-Marie Javouhey, fondatrice de la congrégation des Sœurs de Saint-Joseph de Cluny, se rend au Sénégal et y acquiert la conviction qu'il faut au plus tôt y former un clergé local. Après une première expérience en 1825, vingt-cinq jeunes garçons sont à leur tour envoyés en France en 1827. Parmi eux, trois seulement parviendront au terme de leurs études secondaires : Jean-Pierre Moussa, David Boilat et Arsène Fridoil. Ce dernier est baptisé le 3 mai 1829 à Bailleul-sur-Thérain dont le château abrite le petit séminaire africain.
En 1834 les trois jeunes gens rejoignent le séminaire de Carcassonne où ils séjournent quatre ans. Le 2 novembre 1838 ils sont envoyés au Séminaire du Saint-Esprit à Paris. Ils y restent deux ans et c'est là qu'ils sont ordonnés prêtres le 19 septembre 1840.
Boilat et Fridoil rentrent au Sénégal à la fin de l'année 1842 et Fridoil se voit confier la cure de Gorée.

Après l'abolition de l'esclavage en 1848, il se préoccupe de donner aux esclaves libérés une instruction religieuse dans leur langue maternelle, le wolof. L'abbé Boilat, plus attaché à la préservation de la langue française, doit pourtant reconnaître les résultats obtenus par son confrère : 
« Il fit convoquer tous les Wolofs des deux sexes pour se rendre à l'église tous les soirs, à huit heures, pour apprendre les principes de la religion. On ne se serait jamais attendu au succès dont ses peines furent couronnées. Tous les soirs, à huit heures précises, l'église était entièrement remplie de noirs de tout âge et de tout sexe. M. Fridoil avait eu soin de mettre en forme de cantiques tout le dogme catholique, et de le faire chanter sur les airs mêmes des chansons des noirs. [...] Que de conversions s'ensuivirent !!... Tous les dimanches et fêtes, c'étaient des baptêmes de trente à quarante adultes de tout âge et de tout sexe. »
L'abbé Fridoil rencontre néanmoins quelques difficultés. On lui reproche parfois la véhémence de ses prises de position, puis, lorsqu'il crée un internat dans le collège dont il a la charge à Saint-Louis, il est soupçonné de malversations ou du moins, selon les témoignages, d'une gestion imprudente, même si on lui reconnaît par ailleurs certaines qualités apostoliques.
Il doit quitter le pays en 1852 et, malade, il meurt pendant la traversée du retour.

## Postérité
Un collège de Dakar porte son nom.